# کوری یارویس
کوری یارویس (زادهٔ ۴ اکتبر ۱۹۸۶) یک کشتی‌گیر اهل کانادا است. 
او در المپیک ۲۰۱۶ ریو در وزن ۱۲۵ کیلو حاضر بود که در دور اول از کمیل قاسمی کشتی‌گیر ایرانی شکست خورد و به دیدار شانس مجدد رفت. او در اولین مرحله شانس مجدد ضیاالدین کمال کشتی‌گیر مصری را شکست داد اما در دور بعدی به گنو پتریاشویلی کشتی‌گیر گرجی باخت و از دور رقابت‌ها کنار رفت.